# Ferdinand (Idaho)
Ferdinand es una ciudad ubicada en el condado de Idaho en el estado estadounidense de Idaho. En el año 2010 tenía una población de 159 habitantes y una densidad poblacional de 397,5 personas por km².

## Geografía
Ferdinand se encuentra ubicado en las coordenadas 46°9′10″N 116°23′26″O / 46.15278, -116.39056. Según la Oficina del Censo, la localidad tiene un área total de 0,4 km² (0,2 mi²), de la cual 0,4 km² (0,2 mi²) es tierra y 0 km² (0 mi²) (0.0%) es agua.

## Demografía
En el 2000 la renta per cápita promedia del hogar era de $26,250, y el ingreso promedio para una familia era de $35,625. En 2000 los hombres tenían un ingreso per cápita de $25,750 contra $22,917 para las mujeres. El ingreso per cápita para la localidad era de $13,513. Alrededor del 9.9% de la población estaba bajo el umbral de pobreza nacional.